# Премия Мэри Пикфорд
Премия Мэри Пикфорд (англ. Mary Pickford Award) — почётная награда премии «Спутник», присуждаемая Международной пресс-академией. Это «самая престижная почесть МПА» и награда «За выдающийся художественный вклад в индустрию развлечений» отражает пожизненные достижения.
Премия названа в честь Мэри Пикфорд, легенды немого кино, которая начала свою карьеру как ребёнок-актриса, а затем стала «любимцей Америки» и сооснователем United Artists Studios вместе с другими кинематографистами Чарли Чаплином, Дугласом Фэрбенксом и Д. У. Гриффитом.
Награда была впервые вручена Роду Стайгеру на 1-й церемонии вручения премии «Золотой спутник». По состоянию на 2025 год, Джон Ландау является последним получателем награды.
Трофеем, присуждаемый лауреатам, является отлитый из бронзы бюст канадско-американской киноактрисы Мэри Пикфорд на мраморной основе с надписью получателя. Дизайн был разработан сараевским скульптором Драганом Раденовичем.

## Лауреаты
- 1997: Род Стайгер
- 1998: Джоди Фостер
- 1999: Алан Дж. Пакула
- 2000: Максимилиан Шелл
- 2001: Фрэнсис Форд Коппола
- 2002: Карл Молден
- 2003: Роберт Эванс
- 2004: Арнон Милчен
- 2005: Сьюзан Сарандон
- 2005: Джина Роулендс
- 2006: Мартин Ландау
- 2007: Кэти Бейтс
- 2008: Луис Госсетт-младший
- 2009: Майкл Йорк
- 2010: Ванесса Уильямс
- 2011: Митци Гейнор
- 2012: Теренс Стэмп
- 2014: Майк Медавой
- 2015: Эллен Бёрстин
- 2016: Луиза Флетчер
- 2017: Эдвард Джеймс Олмос
- 2018: Дэбни Коулмен[3]
- 2019: Раде Шербеджия[3]
- 2020: Стейси Кич
- 2021: Тильда Суинтон
- 2022: Том Скерритт[4]
- 2023: Дайан Уоррен[5]
- 2024: Джон Ландау[6]
- 2025: Джеймс Вудс[7]